# Carlo Fontanelli (editore)
Carlo Fontanelli (Firenze, 1843 – 1890) è stato un economista italiano.
È stato protagonista dell'istituzionalizzazione e della divulgazione dell'economia politica a Firenze.

## Biografia
Fontanelli si laurea in Legge all'Università di Siena. È stato professore di Economia politica presso la Scuola Superiore di Scienze Sociali e nella Scuola Superiore di Commercio di Firenze.

## Principali opere
Oltre quattro letture al Circolo filologico di Firenze sopra Ippolito Nievo, Erminia Fua-Fusinato, Sallustio Bandini e Vittorio Emanuele e vari articoli in giornali e riviste, pubblicò Del governo rappresentativo, Discorsi di un Maestro di scuola (Firenze, 1864); Manuale popolare di economia sociale (Firenze, 1870) (di cui ancora oggi si pubblica un'edizione aggiornata e riveduta a cura di Filippo Fontanelli); Le nostre istituzioni (Milano, 1874); Il lavoro a Firenze (1874), opera nella quale fornisce ai maestri elementari una guida ai principi dell'Economia politica; Gli scioperi (Napoli, 1874). Quest'ultima opera era stata premiata al Concorso internazionale del 1873 dal R. Istituto d'incoraggiamento di Napoli.